# Pase Sentausa
Pase Sentausa is een bestuurslaag in het regentschap Aceh Utara van de provincie Atjeh, Indonesië. Pase Sentausa telt 926 inwoners (volkstelling 2010).